# Тирбушон
Тирбушон (на френски: tire-bouchon) е кухненски инструмент за изваждане на коркови тапи от бутилки вино. Като цяло, тирбушонът се състои от островърха метална спирала (често наричана „червей“), прикрепена към пластмасова или дървена дръжка. Потребителят хваща дръжката и завива острата метална част в корка, докато спиралата влезе напълно в него и е твърдо закрепена, след което издърпва вертикално бързо и силно тирбушона и вади корковата тапа от бутилката. Тирбушоните са необходими, тъй като корковите тапи са малки и гладки и трудни за хващане и премахване, особено когато са вкарани напълно и плътно в стъклена бутилка. Дръжката на тирбушона често е хоризонтално парче дърво, приложено перпендикулярно към винта, даващо възможност за добър захват и сцепление, за да улесни отстраняването на запушалката. Тирбушонните дръжки могат да включват и лост, спомагащ за по-нататъшното увеличаване на размера на силата, приложена върху корка.